# Marjo van der Knaap

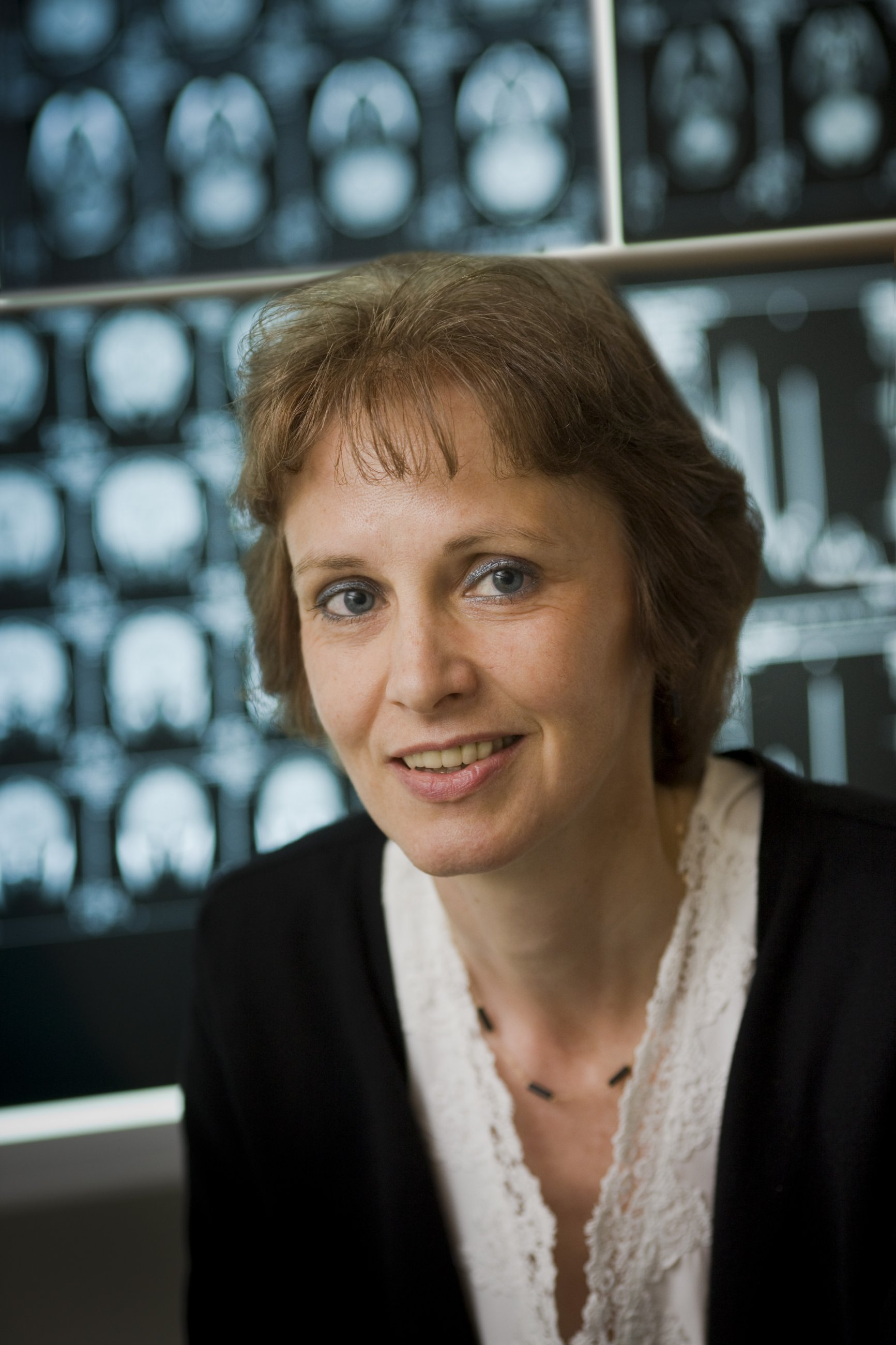
Marjo van der Knaap (2008)

Marjo van der Knaap (* 9. Mai 1958 in Delft) ist eine niederländische pädiatrische Neurologin, die (häufig angeborene) Erkrankungen der Weißen Substanz im Gehirn von Kindern untersucht (Leukodystrophien).
Van der Knaap studierte Medizin an der Erasmus-Universität Rotterdam mit dem Abschluss 1984 und wurde 1991 an der Universität Utrecht in pädiatrischer Neurologie promoviert. Ab 1999 war sie Professorin an der Freien Universität Amsterdam.
Erkrankungen der Weißen Substanz betreffen eines von tausend Kindern und haben häufig schwerwiegende Folgen. In ihrer Dissertation charakterisierte sie Erkrankungen der Weißen Substanz mit Magnetresonanztomographie (MRI) und ermöglichte damit eine schnellere und zuverlässigere Diagnose. Später gelang ihr auch die Entdeckung von fünf neuen Erkrankungen dieses Typs, s. CACH-Syndrom. Eine davon wurde nach ihr benannt, das Van-der-Knaap-Syndrom. Sie bestimmte auch in einigen Fällen die für die Krankheit verantwortlichen Gene und forscht an Behandlungsmethoden dieser Erkrankungen.
2008 erhielt sie den Spinoza-Preis und sie erhielt den Sidney Carter Award der American Academy of Neurology. 2006 wurde sie Mitglied der Königlich Niederländischen Akademie der Wissenschaften.